# 54:17
54:17 è il terzo EP del rapper italiano Vacca, pubblicato il 24 aprile 2017.

## Descrizione
Il disco si compone di sette tracce nelle quali compaiono le partecipazioni artistiche di Amill Leonardo, Mboss ed El Koyote. Le sonorità dell'EP sono trap ed il tutto è prodotto da Pankees ad eccezione di 5 minuti prodotta da Sheezah. Questo lavoro segna la svolta stilistica nella carriera del rapper.

## Tracce
1. Weah – 3:53
2. Chiedere perdono – 4:11
3. In cerca dell'oro – 3:08
4. Nessuno mi sposta (feat. Amill Leonardo) – 3:34
5. Frate a me (feat. El Koyote) – 3:29
6. Vienimi a prendere (feat. Mboss) – 3:32
7. 5 minuti – 3:40